# MAG-7
A MAG-7 é uma escopeta de ação por bombeamento fabricada pela Techno Arms PTY da África do Sul desde 1995.

## História e projeto
A MAG-7 foi desenvolvida como uma arma para combate em ambientes confinados, que combinaria os aspectos de uma submetralhadora compacta e uma escopeta de ação por bombeamento.
Para facilitar a recarga, um sistema de carregador é ideal. Com o mecanismo tradicional de ação por bombeamento localizado sob o cano, não há um local conveniente para frente para um carregador. Isso deixa o layout bullpup ou um arranjo semelhante a uma pistola de colocar o carregador dentro do cabo como locais possíveis. Verificou-se que o cartucho de escopeta calibre 12 padrão de 70 mm era muito longo para segurar confortavelmente na montagem desejada do cabo.
No entanto, também foi descoberto que nas distâncias consideradas para esta arma, os cartuchos de escopeta padrão tinham muito poder. Isso levou ao desenvolvimento de um cartucho mais curto, com 60 mm de comprimento, com a potência e o tamanho desejados. O uso da MAG-7 com esses cartuchos produz um alcance efetivo de 45 jardas (41,1 m), embora tenham uma letalidade comprovada de 90 jardas (82 m). A MAG-7 também possui uma coronha de chapa de metal destacável e dobrável.
Havia dois modelos inicialmente fabricados - o MAG-7 original e um modelo civil-legal, chamado MAG-7 M1. O M1 apresenta um cano mais longo e coronha de madeira fixa para estender o cano para 18 polegadas (46 cm) e o comprimento total para 26 polegadas (66 cm) para atender aos requisitos da National Firearms Act dos EUA e das leis de armas de muitos outros países. O modelo civil é menos representativo do projeto original de combate em ambientes confinados compacto e contundente.

## Serviço
Embora o conceito do projeto fosse voltado para a aplicação da lei e cenários militares de combate em ambientes confinados, havia uma demanda inadequada para a arma devido a alguns problemas de projeto em sua concepção. Um desses recursos de projeto era a alavanca de segurança no lado esquerdo da caixa da culatra de aço estampado, acima do cabo. O acionamento desta alavanca não é possível sem retirar o braço esquerdo da telha, sendo difícil se o operador estiver usando luvas. O mesmo problema existe para o botão de trava do slide. Esses problemas foram encontrados principalmente nos primeiros modelos exportados para os Estados Unidos. A empresa então concentrou sua atenção nesses problemas e eles foram resolvidos com a redução da resistência da alavanca de segurança e do botão de trava do slide. O usuário agora pode operar ambas as alavancas de forma eficaz e fácil sem tirar a mão esquerda da telha. Outro problema que atormentou a MAG-7 foi o acionamento do gatilho de 7,7 quilogramas-força (kgf). Isso também foi resolvido pelo fabricante quando a força foi reduzida para o padrão da indústria de 3,5 kgf.

## M7 Dual Riot
A M7 é uma arma de combinação de calibre 12 e 37 mm / 38 mm com base na MAG-7 padrão. Ela tem uma coronha de metal fixa e um lançador menos letal de tiro único de 37 mm ou 38 mm montado na parte superior com cano basculante. O lançador é extremamente reminiscente da amplamente popular arma anti-motim sul-africana Milkor Stopper 37/38 mm, que a Techno Arms agora também fabrica. Ela é projetada como uma arma de aplicação da lei antimotim que pode disparar tiros de borracha de calibre 12 ou projéteis de gás de 37 mm / 38 mm.